# 歐報春
歐報春（[Primula vulgaris] 错误：{{Langx}}：文本有斜体标记（帮助）），又名歐洲報春花、西洋櫻草，是報春花屬下的一種多年生草本植物，廣泛分佈于西歐、南歐、北非、西亞，也是一種常見的園藝植物。其種加詞的意思就是“普通的”。

## 形態
其高度在10—30 cm（4—12英寸）之間，在適宜的氣候下常綠。其葉緣具齒狀缺刻。其花黃色（偶爾為白色或粉色），具有香氣，直徑2-4釐米。

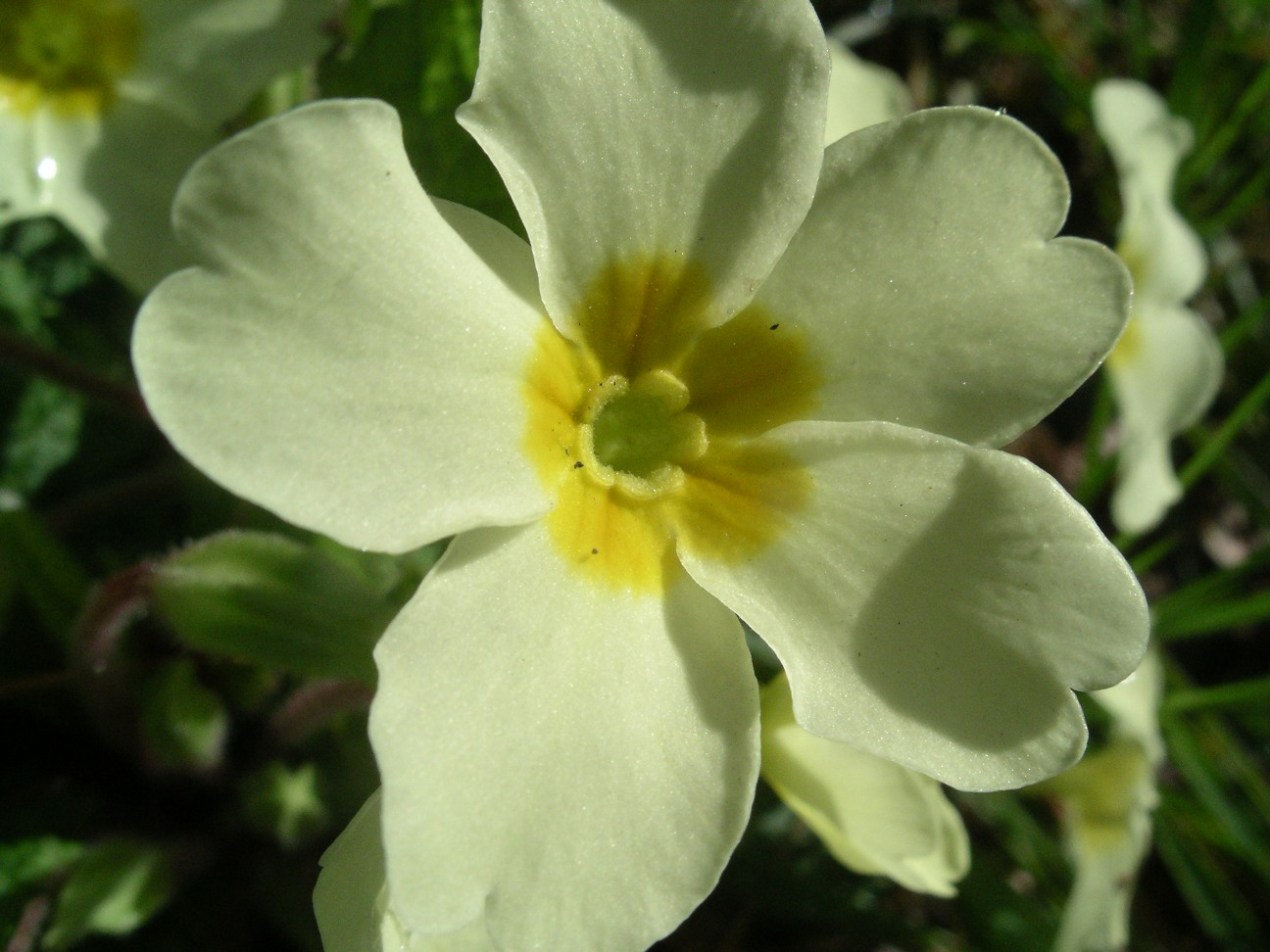
歐報春
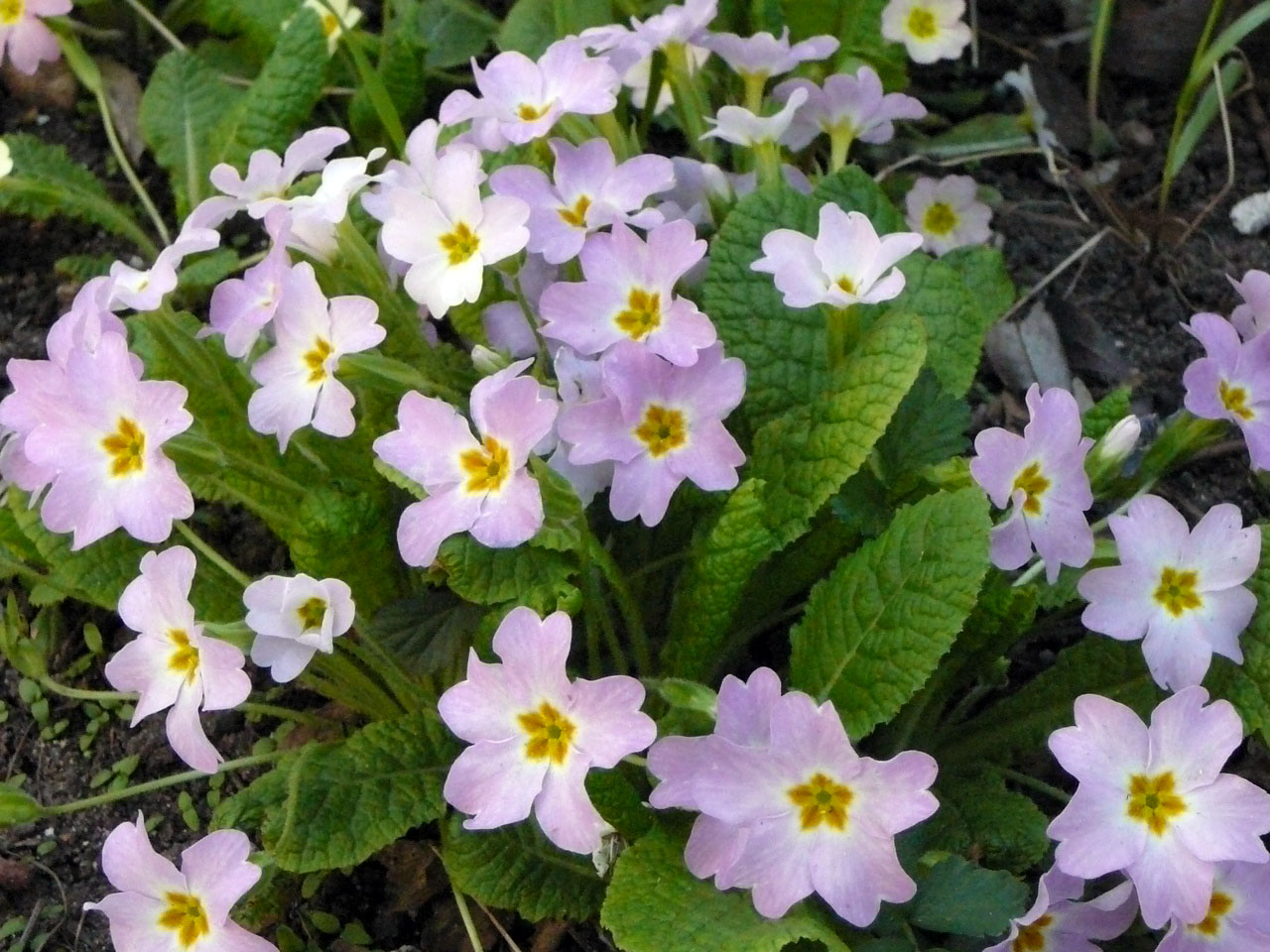
Primula vulgaris subsp. sibthorpii
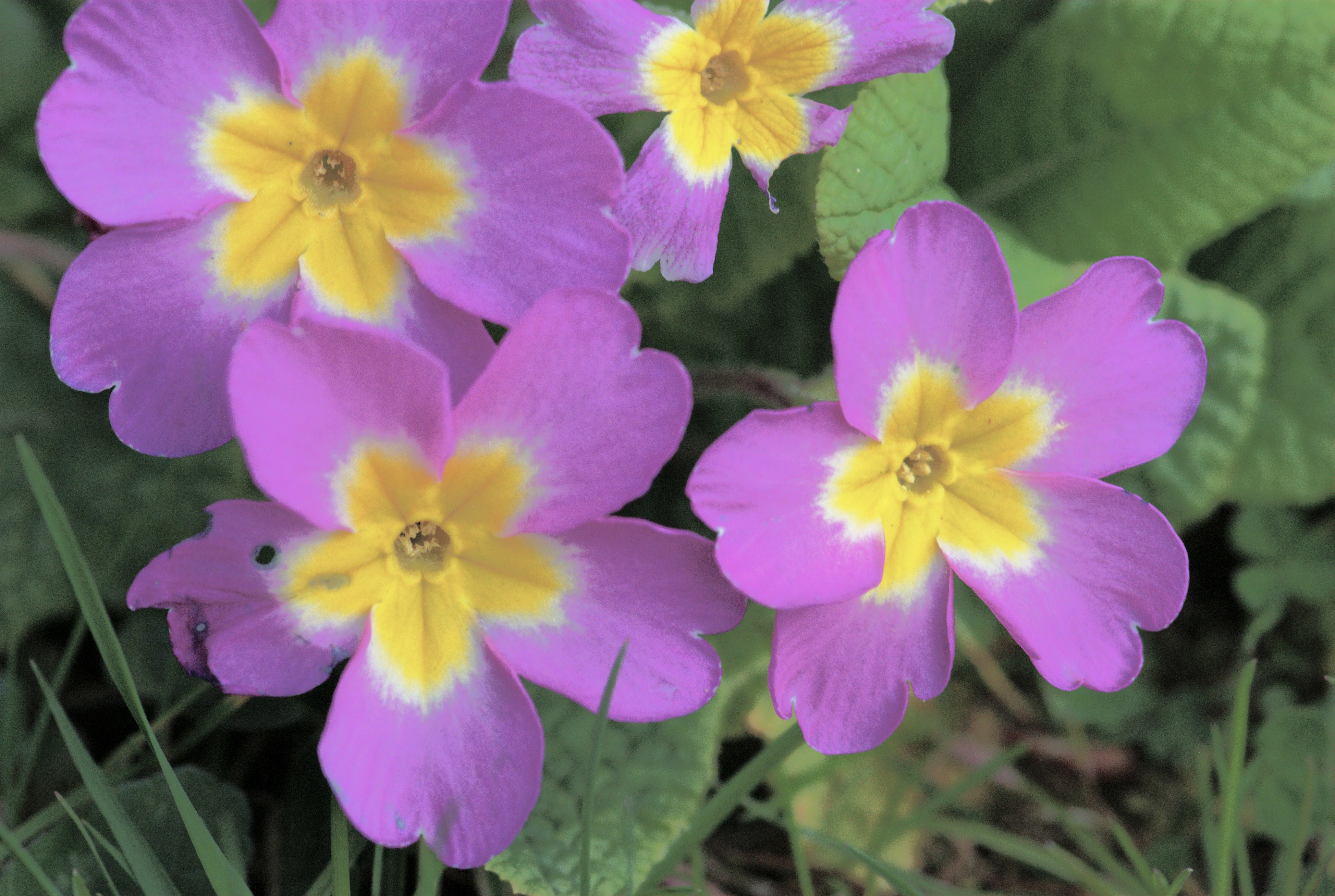
Primula vulgaris subsp. sibthorpii
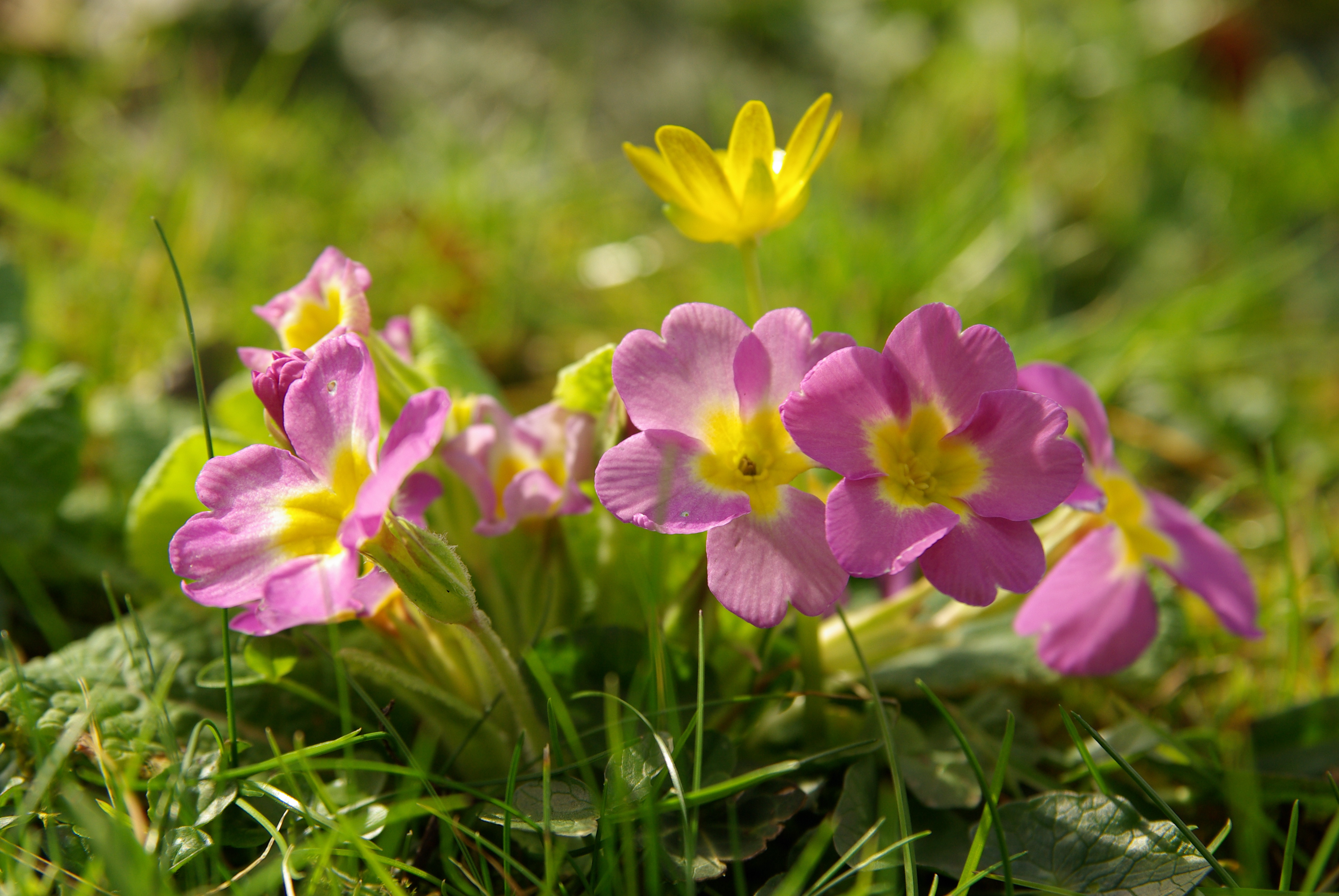
Primula vulgaris subsp. sibthorpii
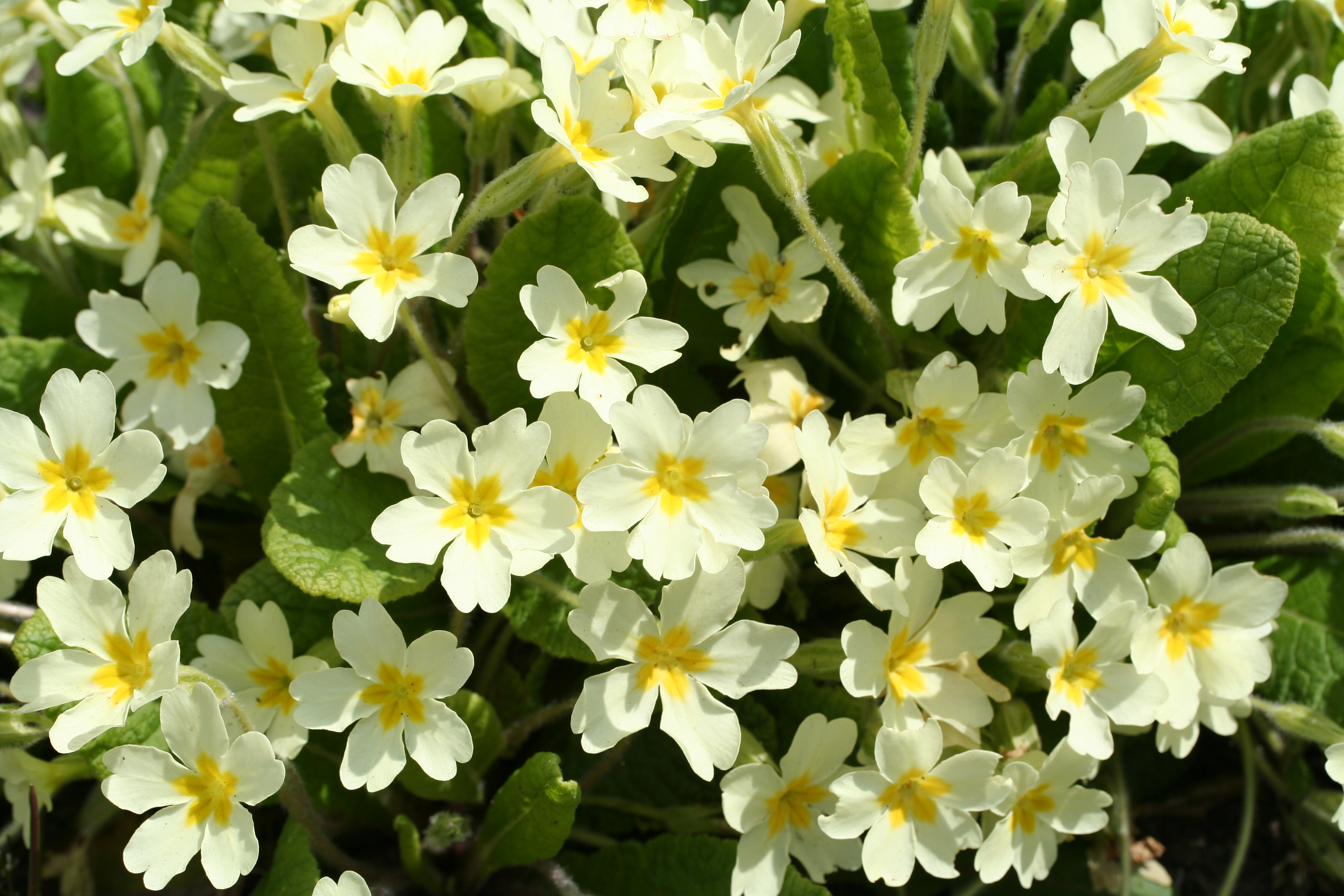
歐報春
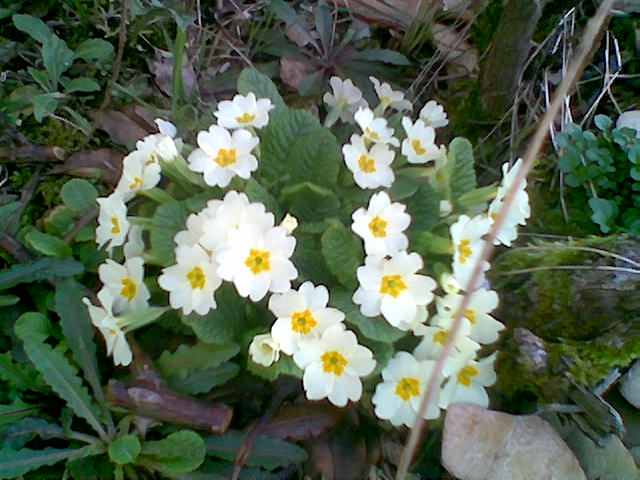
歐報春
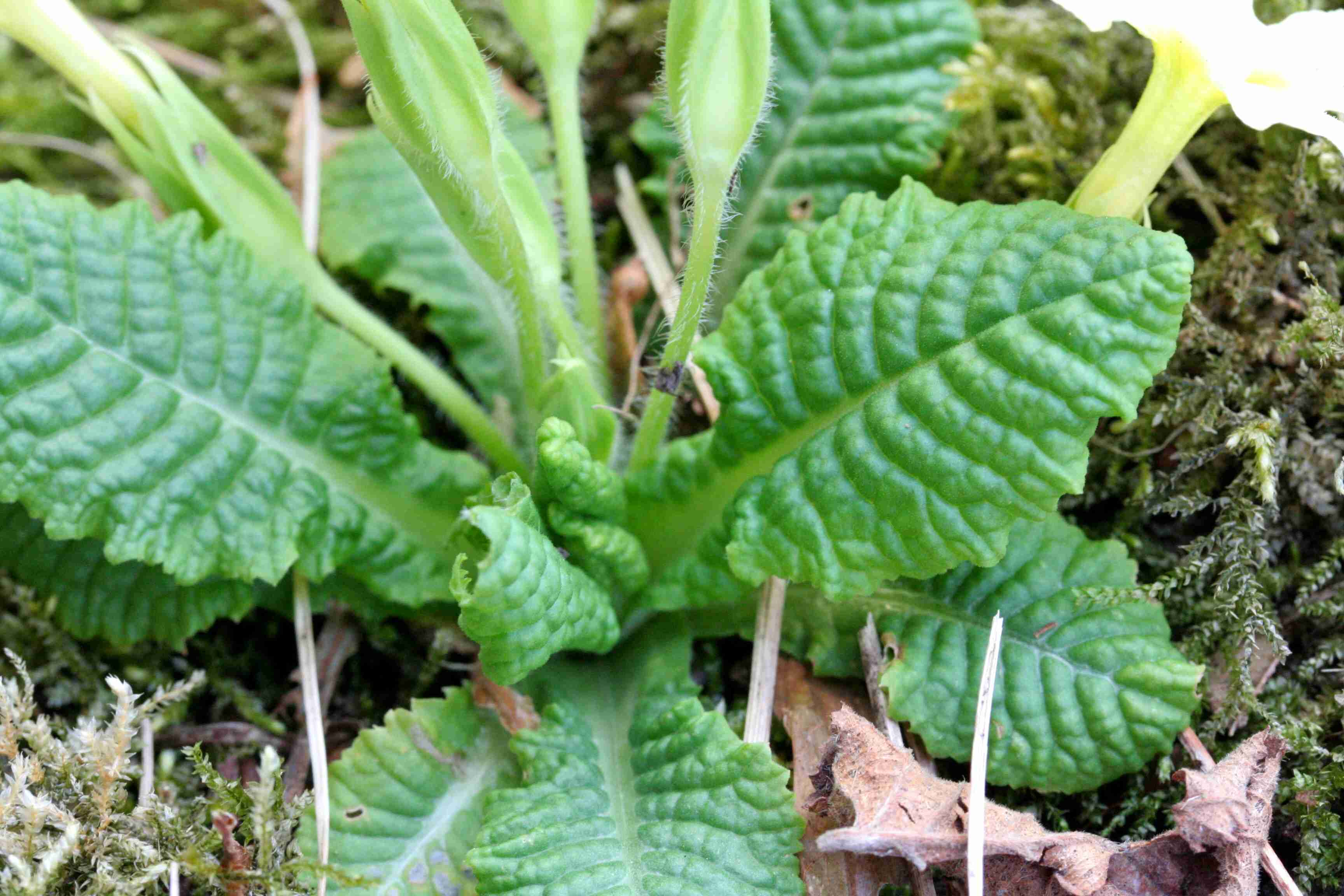
歐報春
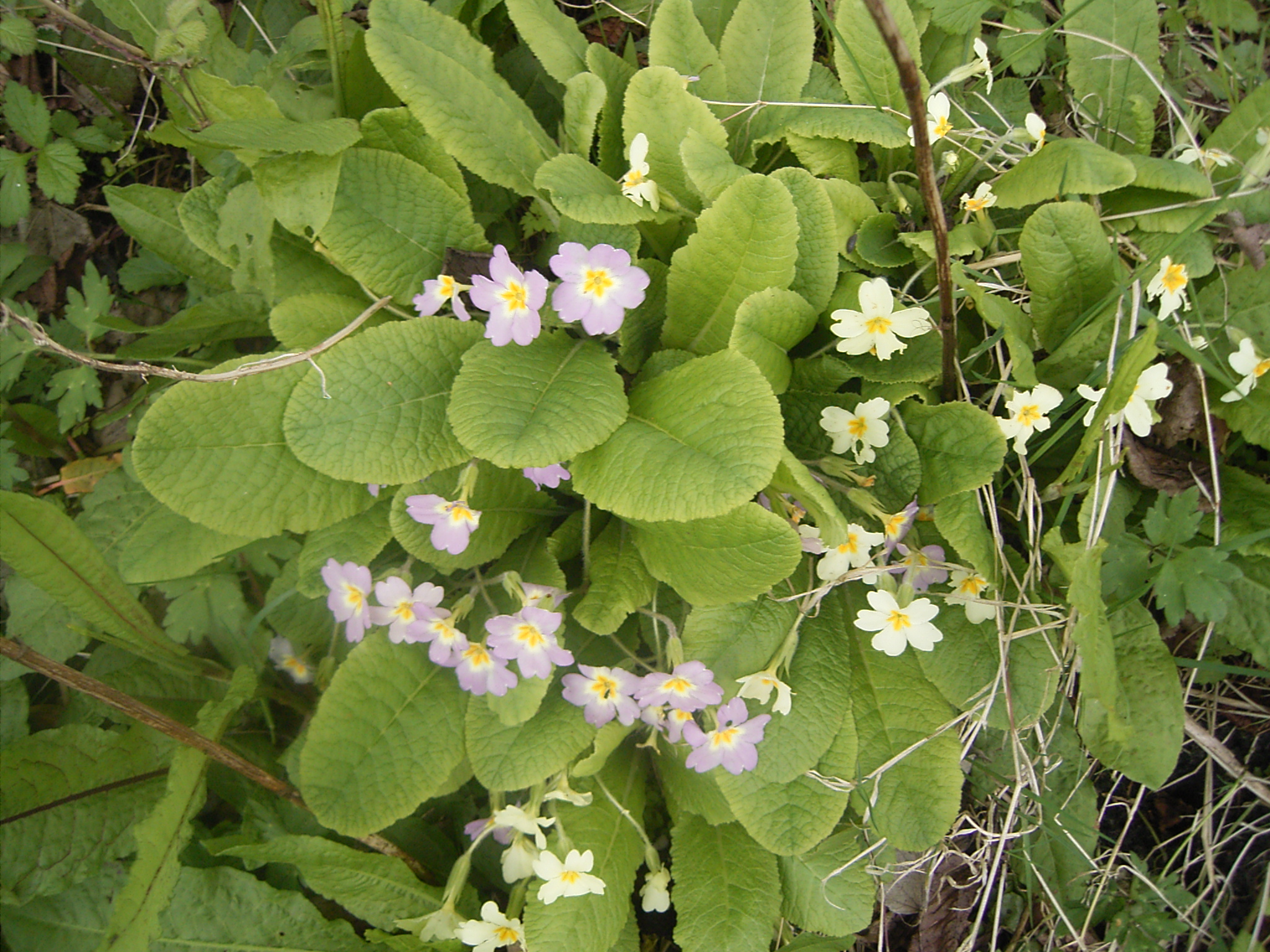
歐報春和Primula vulgaris subsp. sibthorpii
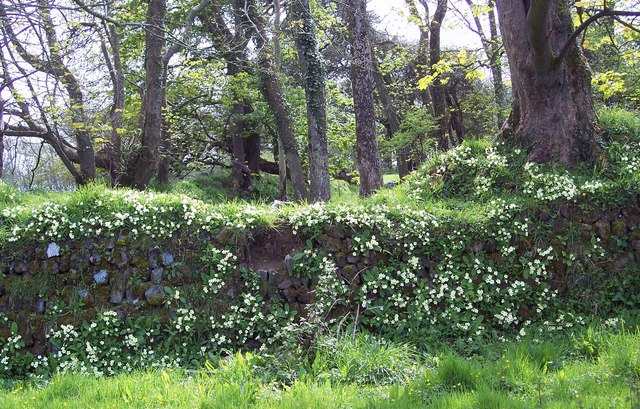
野外的歐報春

## 分類
歐報春有三個亞種：
- Primula vulgaris subsp. vulgaris：西歐和南歐
- Primula vulgaris subsp. balearica (Willk.) W.W.Sm. & Forrest.：巴利阿里群岛原生植物，開白色花
- Primula vulgaris subsp. sibthorpii (Hoffmanns.) W.W.Sm. & Forrest.：巴爾幹半島、西南亞植物，花粉色、紅色或紫色

因為是一種常見的觀賞植物，19和20世紀以來出現了很多栽培和雜交品種。。多花報春（Primula ×polyantha）是歐報春和黃花九輪草（P. veris）的雜交種。

## 外部連接
- 维基共享资源上的相關多媒體資源：歐報春